# Institut Chakpori de médecine tibétaine
L'Institut Chakpori de médecine tibétaine (tibétain : ལྕགས་པོ་རིའི་དྲན་རྟེན་བོད་སྨན་སློབ་གཉེར, Wylie : lcags po ri'i dran rten bod sman slob gnyer), est une des plus anciennes écoles de médecine tibétaine. Fondé en 1695 sur le mont Chakpori à Lhassa par le régent Sangyé Gyatso, il succède à l'école fondée par Lobsang Gyatso, le 5e dalaï-lama au monastère de Drépung dans la banlieue ouest de Lhassa. Ayant servi de poste d'artillerie à l'armée tibétaine lors du soulèvement de 1959, il fut détruit en retour par l'artillerie chinoise.
Un nouvel institut sera refondé en 1992 par des Tibétains en exil dans la ville de Darjeeling, en Inde.
Dans la Région autonome du Tibet, après les réformes démocratiques, la faculté de médecine de Chakpori fusionna avec l'Institut de médecine et d'astrologie tibétaine, pour former l'hôpital de médecine tibétaine de Lhassa devenu par la suite l'Hôpital de médecine tibétaine de la Région autonome du Tibet.

## Histoire

### Origine
En 1643, un an après son intronisation , Lobsang Gyatso, le 5e dalaï-lama fonde un petit institut d'éducation médicale près du monastère de Drépung, dans la banlieue ouest de Lhassa, dans laquelle étaient inscrits les jeunes de la région ayant pour principal programme le Gyushi (Wilye : Rgyud bzhi). De plus, le 5e dalaï-lama demande la restauration de l'école de Shigatsé, renommé Monastère pour l’agrégation des immortels (tibétain : དྲང་སྲོང་འདུས་པའི་གླིང, Wylie : drangsong düpéling et en chinois simplifié : 神仙云集寺 ; chinois traditionnel : 神仙雲集寺 ; pinyin : shénxiān yúnjí sì), le cursus est aussi le Gyushi. Ce cours prend fin avec la mort de Lobsang Gyatso (2 avril 1682). Quelques années plus tard, le régent Sangyé Gyatso, en accord avec la volonté de Lobsang Gyatso, fonde une nouvelle école de médecine sur la colline Chakpori juste en face du palais du Potala à Lhassa.

### La faculté de médecine de Chakpori à Lhassa

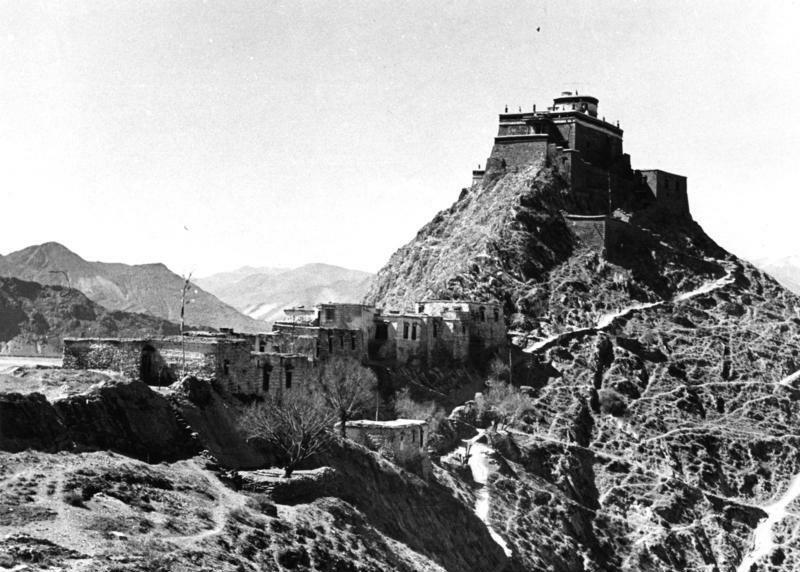
Vue du Chakpori en 1939, avec la faculté de médecine avant sa destruction en 1959.

La faculté de médecine de Chakpori fut fondée en 1695 sur la colline de Chakpori, près de Lhassa, par le régent Sangyé Gyatso. Elle était située à moins de 300 m au sud-ouest du Palais du Potala. C'est le 5e dalai-lama Lobsang Gyatso, très impliqué dans le développement de la médecine au Tibet, qui en est à l'initiative. Il prêtera une attention particulière à l'établissement de l'institut mais décédera en 1682 avant sa fondation. La légende raconte que l'école de médecine fut construite à l'endroit même où se situait la maison de Yutek Gampo, premier médecin et fondateur de la médecine tibétaine qui vécut pendant le règne de l'Empereur du Tibet, Songtsen Gampo.
Le système d'éducation mis en place à l'institut comprenait une formation complète à la médecine sanctionnée par des examens, et une attribution de grades. De nombreux érudits de l'époque, dont le régent Sangyé Gyatso, s'impliqueront dans l'enseignement au sein de l'école qui formera de nombreux spécialistes réputés et participera à l’essor et au développement de la médecine tibétaine. Certains des premiers étudiants de l'institut seront invités au Potala pour transmettre leurs connaissances médicales au 6e dalai-lama Tsangyang Gyatso.
Parmi les érudits de renom qui enseigneront la médecine tibétaine à l'institut Chakpori de médecine tibétaine, Sangyé Gyatso rapporte la présence de médecins indiens, chinois et originaires d'une région mal définie qu'il nomme Trom, nom désignant probablement les terres d'Asie centrale situées à l'ouest du Tibet. De nombreux textes sanskrits de médecine ayurvédique seront traduits en tibétain à cette époque. Les diplômés de l'institut Chakpori seront par la suite envoyés dans les grands monastères du Tibet pour y pratiquer et enseigner la médecine tibétaine. Ainsi, à partir des connaissances réunies à l'institut Chapkori, la médecine tibétaine rayonnera pendant le siècle qui suivra vers la Mongolie, le nord-est de la Sibérie et les monastères bouddhistes situés dans ces zones, y diffusant notamment la connaissance de l'Ayurveda. Restée intacte jusqu'à l'occupation chinoise, c'est par son intermédiaire que des textes ayurvédiques tels que le RGyud-bZhi, perdus sous leur forme sanskrit, purent être sauvegardés.
Le temps passant et la médecine tibétaine ayant pris de l'essor, de nombreuses autres écoles de médecine apparaîtront dans les monastères bouddhistes, essentiellement dans l'est du Tibet. Certaines d'entre elles développeront des pratiques différentes de celles enseignées à Chakpori, ce qui donnera parfois lieu à des débats, mais l'institut Chakpori de médecine restera la référence de la médecine traditionnelle tibétaine jusqu'à la révolution culturelle.

## Soulèvement tibétain de 1959
L'Accord en 17 points sur la libération pacifique du Tibet, signé en 1951, qui laisse la société tibétaine traditionnelle continuer à fonctionner de manière inchangée, n'impacta pas le fonctionnement de l'institut Chakpori. Le glas de l'école de médecine sonne huit ans plus tard à la suite de l'insurrection de mars 1959. 

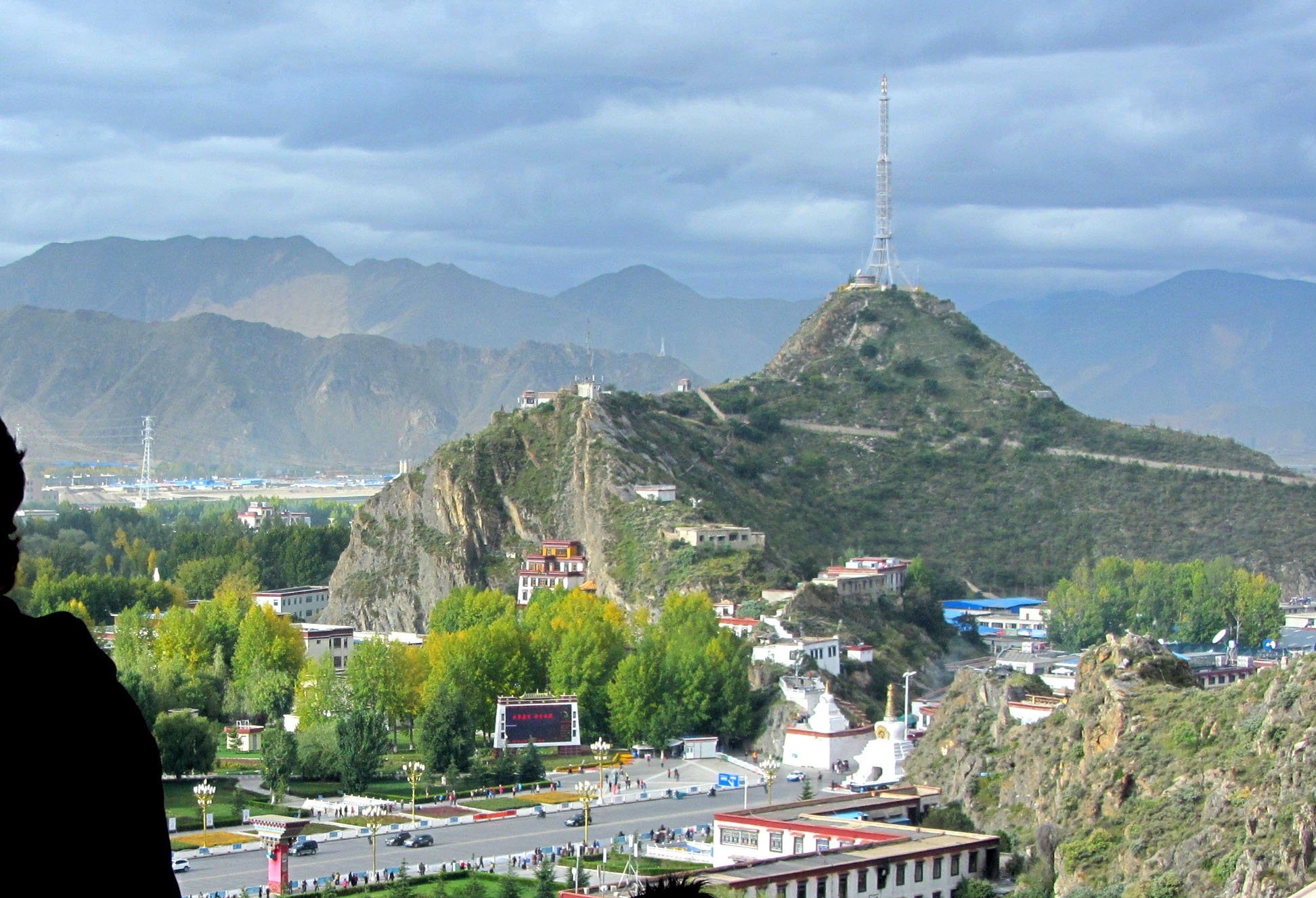
Vue du Chakpori aujourd'hui, avec l'antenne radio.

Lors de cet événement, une bataille aura lieu à Lhassa entre l'armée chinoise et les forces tibétaines insurgées. Celles-ci fortifient de nombreux bâtiments dont l'école de médecine,. Occupée par un contingent de Khampas et de Lhasséens, elle fera partie des lieux où se dérouleront les affrontements. Des observateurs rapportent que l'école de médecine était devenue un véritable camp retranché, un fort où les insurgés avaient installé, à côté de vieux canons abandonnés là depuis plusieurs décennies, des mortiers et des pièces d'artillerie légère,,, , qui causèrent des ravages considérables au sein des troupes chinoises en contrebas. Certains auteurs rapportent que les insurgés n'étaient armés que d’épées et de fusils et qu'à des tirs sporadiques, l'armée chinoise répliqua par un déluge d'obus. 
La faculté de médecine de Chakpori est réduite à l'état de ruine pendant la révolution culturelle. Ses vestiges sont finalement rasés en 1984 pour laisser la place à une grande antenne de radio-télévision encore en place aujourd'hui.

## Après 1959

### Au Tibet
Au Tibet, après ces événements, l'institut Chakpori de médecine tibétaine et le Men-Tsee-Khang fusionneront pour devenir une seule institution, nommée Hôpital de médecine tibétaine de Lhassa et qui deviendra en 1980 l'Institut de médecine tibétaine de la région autonome du Tibet, un institut de médecine et hôpital public. L'institut Chakpori continuera à jouer son rôle de cœur de l'académie de médecine du Tibet jusqu'à la Révolution culturelle, qui débute en 1966. En 1993, dans le but de combler un manque d'école supérieur en médecine, le gouvernement chinois sépare l'Institut Chakpori de l'université du Tibet. C'est aujourd'hui un établissement d'enseignement supérieur indépendant nommé Institut de médecine traditionnelle tibétaine de Chakpori.

### Refondation en Inde
L'Institut Chakpori de médecine tibétaine est refondé en 1992 par Trogawa Rinpoché à Darjeeling. Le projet initial prévoyait de l'édifier au Népal, mais en raison de la situation politique, les autorités népalaises refusèrent l’utilisation du nom de Chakpori. L'institut est composé d'une école de médecine, d'une clinique et d'une pharmacie. L'enseignement dispensé est similaire à celui du men-tsee-khang de Dharamsala, fondé sur le Ghyü Shi et d'une durée de 5 ans suivi d’un an de clinicat. L'examen final des étudiants de l'institut Chakpori de Darjeeling se déroule à Dharamsala. Des médecins tibétains y sont formés, et on y enseigne et développe aujourd'hui la médecine tibétaine en exil. 
La clinique de l'institut Chakpori pratique une médecine tibétaine traditionnelle stricte. Elle n'utilise pas les méthodes de diagnostic de la médecine occidentale ou des autres types de médecines traditionnelles présentes à Darjeeling. Par exemple, les médecins de l'institut ne font pas de prises de sang et ne mesurent pas la pression sanguine. Dans les cas où le besoin se fait sentir de procéder à des analyses biomédicales ou d’interpréter un rapport d'examens, ils se réfèrent à leurs homologues des autres cultures. Ce comportement exclusif est inhabituel dans la région de Darjeeling, zone de mixité où se côtoient les cultures indienne, népalaise et tibétaine. La coutume en matière de médecine y est à l'inverse au pluralisme et au mélange de pratiques issues de toutes les cultures, appuyé par des analyses biomédicales solides.